# 협동조합운동사
협동조합운동사(協同組合運動史)는 협동조합이 설립되기 시작한 역사를 다룬다.
협동조합은 19세기 영국에서 시작되었다. 그러나 일부에서는 15세기 영국 스코틀랜드 애버딘에서 최초로 설립되었다고 주장한다.
협동조합의 아버지는 19세기 영국 로버트 오언이다.

## 대한민국

##### 1920년대
평양잡화상조합
동아일보 1920.5.11.
평양실업계에 기히(이미) 성립된 동업조합이 불소(작지아니)하나, 우금(지금까지) 잡화상 동업조합은 없어서, 심히 유감이었다. 금번 삼희양행 주변덕씨외 10인의 발기로 인해 조합이 성립되어, 5월 10일 오후 8시에  상인 구락부(클럽)에서 창립총회를 개최한다는 데 대하여, 조합의 취지는 동업자간에 친목과 서로도우며, 거래상 폐해를 교정하여 제도를 균일하게 함과 실업발전을 연구하여 상품공동구입의 편의를 도모하여 저금을 장려하는 등 인바 동업자는 물론이고 일반상인도 당해조합의 성립을 크게 축원한다더라(평양)

##### 1930년대
대한민국에서 2016년 현재 운영중인 협동조합 중 가장 오랜역사를 가진 협동조합은 1937년에 설립(경성우유동업조합)된 서울우유협동조합(https://web.archive.org/web/20160701173940/http://www.seoulmilk.co.kr/)이다.

##### 2012년 12월 1일(협동조합기본법 발효)이후
2012년 12월 1일, 대한민국은 협동조합기본법을 시행했다. 금융 분야를 제외하고 누구나 5인이면 출자금 없이도 시도지사에 법인신고만으로 영리 또는 비영리 협동조합을 간단하게 설립할 수 있게 되었다. 협동조합에 대한 기본법을 시행하는 나라는 협동조합 선진국으로 불리며, 전 세계에 캐나다, 프랑스, 이탈리아 등 몇 개국밖에 없다. 캐나다 퀘벡에서 협동조합의 생존율은 일반기업의 2배로 알려졌다. 그동안 민법상 조합이 있었으나 법인으로 인정되지 않았다. 법인으로 인정되는 협동조합은 8개 특별법으로 설립된 농협, 신협, 새마을금고 등 8개 협동조합만이 있었다.